# 尧西·旺堆
尧西·旺堆（藏語：ཡབ་གཞིས་དབང་འདུས་，威利转写：yab gzhis dbang 'dus；1928年—2012年12月2日），男，藏族，四川理塘人，中华人民共和国政治人物，曾任西藏自治区政协副主席，第八、九、十届全国政协委员。